# Castel Sainte-Claire
 (juillet 2021).
Si vous disposez d'ouvrages ou d'articles de référence ou si vous connaissez des sites web de qualité traitant du thème abordé ici, merci de compléter l'article en donnant les références utiles à sa vérifiabilité et en les liant à la section « Notes et références ».
Le castel Sainte-Claire est une villa située sur les hauteurs d'Hyères, dans le département du Var, en France, qui fut la résidence d'Olivier Voutier, et plus tard de la romancière américaine Edith Wharton. Son jardin est classé parmi les Jardins remarquables de France.

## Histoire
Le castel Sainte-Claire est situé sur les hauteurs juste au-dessus de la vieille ville d'Hyères. Son parc contient les ruines d'une partie des anciens remparts de la ville, datant du XIe siècle, qui furent en partie détruits sur ordre d'Henri IV en 1596 et démantelés sous le règne de Louis XIII en 1620.
Avant d'être un castel, Sainte Claire fut un couvent de Clarisses érigé en 1634 sur la partie occidentale de la deuxième enceinte du vieux château. En 1790, le monastère fut fermé, vendu comme bien national puis démoli.
En 1849, Olivier Voutier, officier de marine et archéologue renommé, qui fut le découvreur de la Vénus de Milo en 1820 lors d'une mission dans les Cyclades, racheta les ruines et fit construire le bâtiment actuel. Il y mène une vie discrète, essentiellement familiale, et reçoit des hivernants célèbres, comme le compositeur Ambroise Thomas. il fut inhumé selon sa volonté dans la propriété, au niveau de la tour en ruine étant autrefois la tour du couvent.
En 1927, le Castel fut acheté par la romancière américaine Edith Wharton qui y fit aménager le jardin botanique actuel, composé de nombreuses essences exotiques. Elle y vécut dix ans. Durant cette période, la propriété devint un lieu de séjour pour les nombreux hommes de lettres et universitaires anglo-saxons qui composaient son entourage. À sa mort, le Castel changea de propriétaires à plusieurs reprises jusqu'à ce que la municipalité se porte acquéreuse en 1955. Le Castel connut alors bien des usages : hôtel de luxe, station de radio locale, compagnie d'assurance.
Depuis 1990, il est loué au Parc national de Port-Cros qui y abrite ses services administratifs.

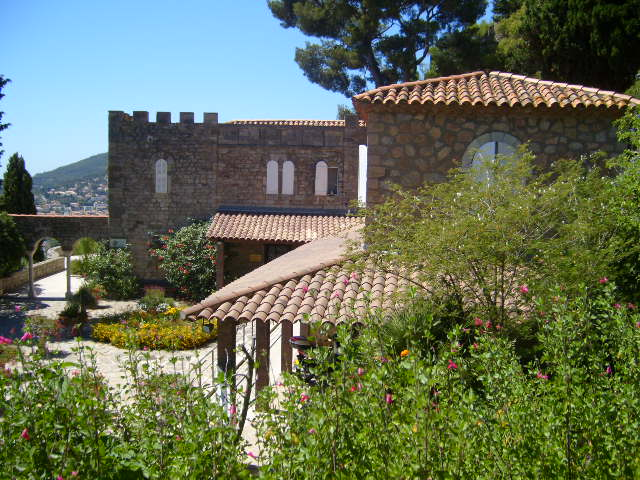
Le Castel Sainte-Claire.
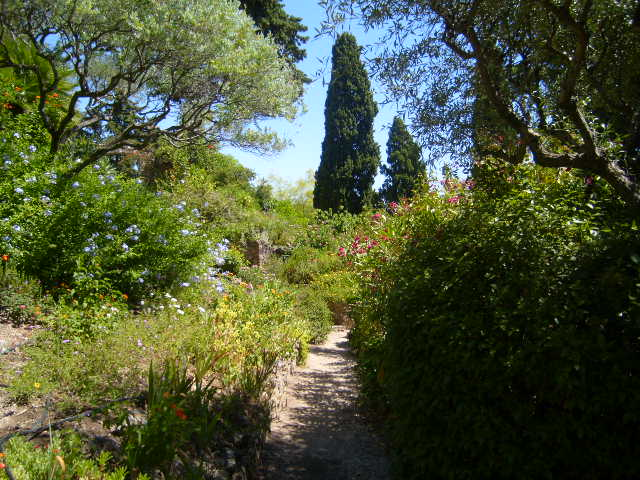
Le parc du Castel Sainte-Claire.
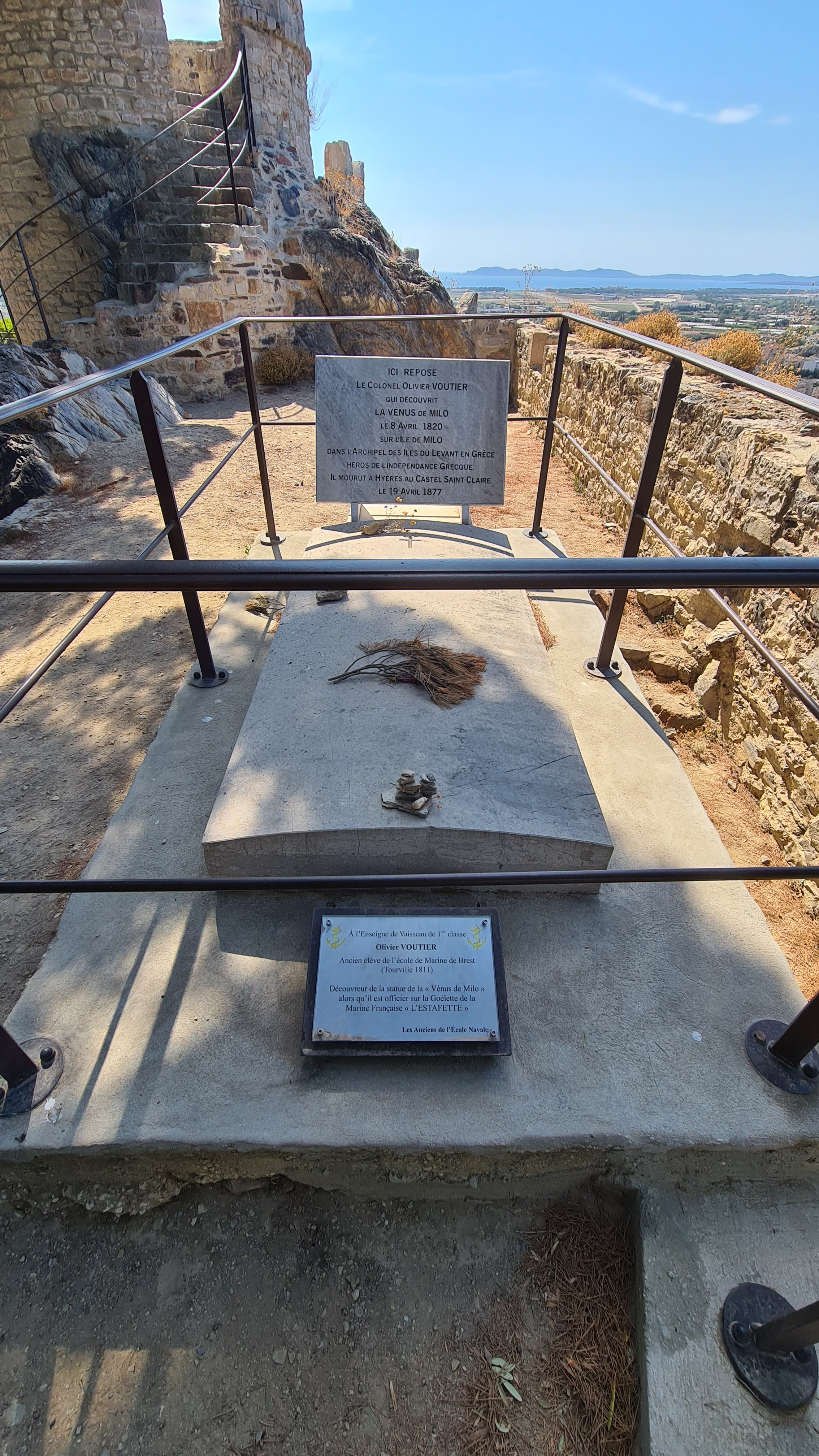
Tombe d'Olivier Voutier.